# 익성군 신도비 및 무석
익성군 신도비 및 무석(益城君 神道碑 및 武石)은 대한민국 충청남도 논산시에 있는 신도비이다. 1979년 7월 3일 충청남도의 유형문화재 제86호로 지정되었다.

## 개요
논산시 은진면사무소에서 동남쪽 약 1km 지점에 위치한 중종의 증손자 익성군 향령(1566-1614)의 묘역에 있다. 익성군은 광해군 4년(1612년) 이이첨의 무고로 거제도에 유배되어서 생을 마쳤다. 아들이 모두 죄적에 올라 장사를 지낼 수 없어서 임시로 전북특별자치도 익산군 왕궁면 용화리(화곡)에 묘소를 설치하였다가, 인조반정으로 신원된 후 인조 21년(1643년)에 현 위치로 이장했다. 이 묘역에는 아들을 포함한 5기의 묘소가 있다. 그는 임진왜란 당시 선조가 의주로 파천하자 아버지 하원군 정과 함께 의주까지 호종한 공으로 익성군에 봉해진 인물이다. 신도비 대좌는 6매의 판석을 조립하여 만든 지대석 위에 있는데, 상·하부에 사각형의 2중 구획을 하고, 가운데는 연주문, 상부 양쪽에 안상을 새겼다. 비문은 비신 정면에만 새겼고, 이수 정면에 반룡을 조각하였으며, 측면과 뒷면에는 구름무늬가 양각되어 있다. 조익(1579~1655)이 비문을 짓고, 오준(1587~1666)이 글씨를 썼으며, 이이징(1588~1656)이 두전을 하였다. 무인석은 양손을 가운데로 모아 칼을 잡고 허리에 칼집을 찬 형태이다.

## 같이 보기
- 익성군

## 참고 자료
- 익성군신도비및무석 - 국가유산청 국가유산포털